# Jazon (postać biblijna)
Jazon (Jason) – żyjąca w I wieku postać biblijna, święty Kościoła katolickiego.
Jazon gościł Pawła z Tarsu, gdy zatrzymał się w Cezarei, w czasie podróży do Jerozolimy. Miał być judeochrześcijaninem i stronnikiem grupy Stefanasa, który gotów był udzielić schronienia apostołowi i jego nieobrzezanym towarzyszom.
Do martyrologiów trafił za sprawą Adona z Vienne, który zinterpretował w ten sposób imię Mnazona z Cypru występującego na kartach Pisma Świętego w Dziejach Apostolskich (21, 16 BT).
Wspomnienie obchodzone jest 12 lipca.